# Кузнечиковая саванная овсянка
Кузнечиковая саванная овсянка (лат. Ammodramus savannarum) — вид певчих воробьиных птиц из семейства Passerellidae.

## Описание
Кузнечиковая саванная овсянка достигает длины от 10 до 14 см, размах крыльев составляет 17,5 см, а вес варьирует от 13,8 до 28,4 граммов, в среднем 17 грамм. У взрослых особей спина имеет окрас в виде прожилок коричневого, серого, чёрного и белого цветов. Грудь светло-коричневая, брюхо белое, хвост короткий и коричневый. Радужная оболочка беловатого цвета, область вокруг глаз бежевая. Клюв короткий, тёмный с верхней стороны, светлый с нижней. У молодых особей грудь и бока тёмно-коричневого оттенка. Пение птиц похоже на звуки, издаваемые кузнечиком.

## Распространение
Птицы данного вида обитают в открытых степях и прериях юга Канады, США, Мексики и Центральной Америки, также встречаются в Колумбии и Эквадоре. Осенью северные популяции мигрируют на юг США, в Мексику и на острова Карибского бассейна. Обратно с зимовки стаи птиц возвращаются в конце марта.

## Образ жизни
Саванные овсянки строят чашеобразные гнёзда на земле среди густой растительности. В рацион питания входят в основном насекомые и семена. Во время размножения птицы часто становятся жертвами буроголового коровьего трупиала, гнездового паразита, откладывающего свои яйца в гнёзда других маленьких певчих птиц.

## Классификация
Выделяют 12 подвидов:
- Ammodramus savannarum ammolegus Oberholser, 1942
- Ammodramus savannarum beatriceae Olson, 1980
- Ammodramus savannarum bimaculatus Swainson, 1827
- Ammodramus savannarum borinquensis Peters, 1917
- Ammodramus savannarum caribaeus (Hartert, 1902)
- Ammodramus savannarum caucae Chapman, 1912
- Ammodramus savannarum cracens (Bangs & Peck, 1908)
- Ammodramus savannarum floridanus (Mearns, 1902)
- Ammodramus savannarum intricatus Hartert, 1907
- Ammodramus savannarum perpallidus (Coues, 1872)
- Ammodramus savannarum pratensis (Vieillot, 1818)
- Ammodramus savannarum savannarum (J. F. Gmelin, 1789)